# André Pieters
Pour les articles homonymes, voir Pieters.
André Pieters, né le 10 septembre 1922 à Lendelede et mort le 22 février 2001 à Izegem, était un coureur cycliste belge.

## Palmarès
- 1945
  - Circuit Mandel-Lys-Escaut
  - À travers Paris
  - 2e du Grand Prix d'Espéraza
  - 3e du Circuit du Houtland-Torhout
  - 3e du Circuit de Flandre centrale
- 1946
  - Circuit Het Volk
  - 2e du Grand Prix Jules Lowie
  - 2e du Circuit des régions flamandes
  - 3e du Grote Prijs Dr. Eugeen Roggeman
- 1947
  - Kuurne-Bruxelles-Kuurne
  - 2e du Circuit des régions frontalières
- 1948
  - Bruxelles-Izegem
  - 3e du Circuit de Flandre centrale
- 1949
  - Bruxelles-Izegem
  - Circuit du Houtland
  - 3e de Tielt-Anvers-Tielt
  - 3e du Grand Prix Marcel Kint
- 1950
  - Grand Prix de l'Escaut
  - 2e du Circuit des monts du sud-ouest
- 1951
  - Circuit du Houtland-Torhout
  - 3e du Circuit des Trois Provinces (Avelgem)
- 1952
  - Bruxelles-Izegem
  - 2e de la Nokere Koerse